# Klavierduo Stenzl

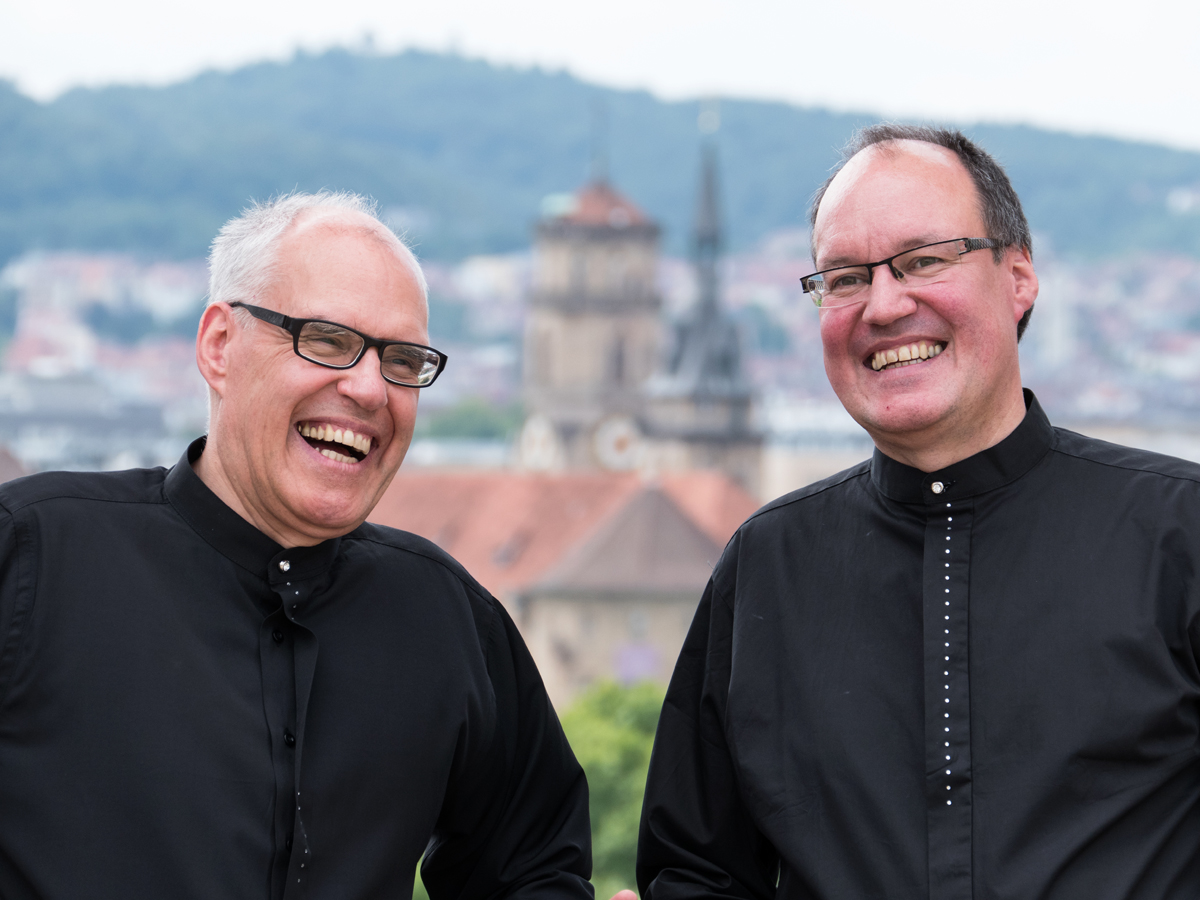
Hans-Peter und Volker Stenzl

Das Klavierduo Stenzl ist ein deutsches Klavierduo. Gebildet wird es seit mehr als 30 Jahren von den Brüdern Hans-Peter Stenzl (* 1960) und Volker Stenzl (* 1964) aus Schwäbisch Gmünd.

## „Solist mit vier Händen“
Die Brüder studierten in Stuttgart (Renate Werner) und London (Frank Wibaut, Hamish Milne, Stephen Kovacevich und Alfred Brendel), Hans-Peter Stenzl auch bei Herbert Seidel in Frankfurt am Main. Die Konzertexamen Solo und Duo bestanden die beiden Pianisten mit Auszeichnung. Wichtige künstlerische Impulse erhielten sie außerdem von Bruno Canino und Norbert Brainin. Ihre Karriere begann 1986 mit dem ARD-Wettbewerb in München. Es folgten zehn weitere Preise bei nationalen und internationalen Musikwettbewerben. 1991 debütierten die Stenzls bei den Salzburger Festspielen.
Sie sind bei namhaften Musikfestivals aufgetreten und haben in großen Konzertsälen gespielt: Royal Festival Hall, Wigmore Hall (1991), New York City, Chicago, Miami, Suntory Hall (1999), Hong Kong Cultural Centre, Guangzhou, Berliner Philharmonie, Konzerthaus Berlin, Frauenkirche (Dresden), Tonhalle Düsseldorf, Alte Oper Frankfurt, Laeiszhalle, Kölner Philharmonie, Herkulessaal, Gasteig, Kultur- und Kongresszentrum Liederhalle, Salle Gaveau Paris, Stefaniensaal, Slowakische Philharmonie, Athenäum (Bukarest), Belgrad, Teatru Manoel, Internationales Haus der Musik (Moskau), Sankt Petersburger Philharmonie, Nischni Nowgoroder Kreml, Archangelsk, Opernhaus Kairo, Theater (Alexandria), Complejo Cultural Teresa Carreño. Die Dirigenten Helmuth Rilling, Karl Anton Rickenbacher, Gerd Albrecht, Max Pommer, Wolf-Dieter Hauschild, Wolfgang Schäfer, Hans Michael Beuerle, Hartmut Haenchen, Wayne Marshall, Thomas Hengelbrock, Gustavo Dudamel und andere haben die Stenzls als Solisten eingeladen.
An der Hochschule für Musik und Theater Rostock leiten die Brüder Stenzl seit 1999 gemeinsam eine Meisterklasse für Klavierduo, aus der zahlreiche internationale Preisträger hervorgegangen sind. Seit dem 1. November 2012 haben sie dort den weltweit ersten Lehrstuhl für Klavierduo inne. Im November 2018 hat die damalige Bildungsministerin Birgit Hesse diese ursprüngliche Stiftungsprofessur persönlich gewürdigt und in eine unbefristete Einstellung der Professoren Stenzl überführt.
Hans-Peter Stenzl unterrichtet außerdem an der Hochschule für Musik und Darstellende Kunst Stuttgart (Solo und Duo), Volker Stenzl an der Hochschule für Musik Trossingen (Solo und Duo).

## Preise und Ehrungen (Auswahl)
- Internationaler Musikwettbewerb der ARD (1986)
- Deutscher Musikwettbewerb (1989)
- Dranoff-Wettbewerb für 2 Klaviere, Miami[2]
- Associates of the Royal Academy of Music (1996)